# Kleine-paalderpijp
De Kleine-paalderpijp is een voormalige waterpoort in Sneek.
Deze stenen pijp met ijzeren leuningen vormde bij de Lage-Palen (tegenwoordig Kleine Palen) de doorvaart voor schepen vanaf de Woudvaart uit de richting van Langweer. Indertijd was er nog een doorvaart aanwezig richting de Singel en het Grootzand. De poort is gedempt aan het eind van de achttiende eeuw.
Nabij deze pijp lag het Zuider Rondeel met de Zuidmolen (gesloopt in 1790).